# Орванн
Орванн (фр. Orvanne) — колишній муніципалітет у Франції, у регіоні Іль-де-Франс, департамент Сена і Марна. Орванн утворено 1 січня 2015 року шляхом злиття муніципалітетів Екюель i Море-сюр-Луен. Адміністративним центром муніципалітету є Море-сюр-Луен.

## Історія
1 січня 2016 року Орванн, Епізі i Монтарло було об'єднано в новий муніципалітет Море-Луен-е-Орванн.